# شوپیر (ویسکانسین)
شوپیر (به انگلیسی: Shopiere) یک منطقهٔ مسکونی در ایالات متحده آمریکا است که در ویسکانسین واقع شده‌است. شوپیر ۲۵۰٫۸۵ متر بالاتر از سطح دریا واقع شده‌است.